# Tahtaköprü, İnegöl
Tahtaköprü là một xã thuộc huyện İnegöl, tỉnh Bursa, Thổ Nhĩ Kỳ. Dân số thời điểm năm 2011 là 1.575 người.